# Gawłów (województwo małopolskie)
Gawłów – wieś w Polsce położona w województwie małopolskim, w powiecie bocheńskim, w gminie Bochnia. Znajduje się na Podgórzu Bocheńskim, na prawym brzegu rzeki Raba.
W latach 1975–1998 miejscowość administracyjnie należała do województwa tarnowskiego. Integralne części miejscowości: Gęsiarnia, Niemiecka Wieś, Polska Wieś, Zastawie.
W miejscowości ma swoją siedzibą parafia św. Andrzeja Boboli. W strukturze kościoła rzymskokatolickiego parafia należy do metropolii krakowskiej, diecezji tarnowskiej, dekanatu Bochnia Wschód.

## Symbolika i etymologia
Herbem wsi jest panna w złotym polu, w czerwonej sukni, z rozpuszczonymi włosami, w koronie złotej, na niedźwiedziu czarnym, kroczącym. Ponieważ nie odnaleziono godła wcześniejszej osady, historycy proponują wykorzystać herb Rawicz, należący do założycieli i pierwszych właścicieli wsi.
Nazwa wioski według Piotra Galasa jest nazwą patroniczną i pochodzi od imienia Gaweł.

## Oświata
W Gawłowie znajduje się Zespół Szkół Gminnych im. Mikołaja Kopernika, w której uczą się dzieci z klas szkoły podstawowej oraz gimnazjum. Pod patronatem szkoły działa szkolne obserwatorium astronomiczne, które zostało otwarte 21 czerwca 2007 roku. Obok szkoły znajduje się gminne przedszkole.

## Historia

### Historia wczesnego osadnictwa na terenach obecnego Gawłowa
Na terenie dzisiejszego Gawłowa, w dolinie Raby znaleziono materiały neolityczne, które świadczą o zasiedleniu terenów w tym okresie przez ludność różnych grup kulturowych. W trakcie badań powierzchniowych odkryto także ślady osadnictwa wczesnośredniowiecznego z XI–XIII wieku.

### Gawłów w okresie od XIV do XVII wieku
Jako dziedzice Gawłowa byli w okresie 1365–1419 poświadczeni trzej kolejni właściciele: Leonard, jego syn Leonard i krewny Dominik. Przodkowie Leonarda prawdopodobnie już sto lat wcześniej osiedlili się na terenie południowej Bocheńszczyzny. Pierwsze dokumenty („Inter villam Gavlov et Puszczynam siue Niepolomice”) wymieniają Gawłów dopiero w 1365 roku. Wówczas to Kazimierz Wielki przybył do Gawłowa i osobiście w towarzystwie swego orszaku i zaprzysiężonych świadków wyznaczył granicę wsi. Wydarzenie to było skutkiem skargi, jaką złożył pierwszy, znany właściciel wioski – Leonard na zarządcę dóbr niepołomickich, Władysławowi Łokietkowi. Król nie ograniczył się tylko do wytyczenia spornej granicy z dobrami niepołomickimi, ale wyznaczył również granicę Gawłowa z przylegającymi wioskami. Osada była wówczas dwukrotnie większa niż obecnie, bo należały do niej tereny dzisiejszego Baczkowa i Gawłówka (początkowo Wola Gawłowska). Przy tej okazji Gawłów otrzymał od króla prawo magdeburskie i immunitet sądowy. Lokacja na prawie magdeburskim uprawniała do targu raz na tydzień, co wpływało na rozwój wsi jako ośrodka rolniczo – handlowego.
Między 1419 a 1433 posiadłości dotychczas szlacheckie gawłowskie (Gawłów, Gawłówek i Baczków) stały się własnością królewską i były w zasięgu dóbr niepołomickich. W 1433 Gawłów zastawiony został przez króla Mikołajowi Stadnickiemu, a od 1464 na stałe znajdował się w rękach szlacheckich, zaś dwie pozostałe wsie (Gawłówek i Baczków) powróciły do dóbr monarszych. W 1465 Gawłowem przejściowo władali Kmitowie, będący właścicielami Wiśnicza. Jednak zbyt odległe położenie Gawłowa od Wiśnicza zadecydowało o odsprzedaży tych ziem.
W II połowie XV wieku osadą władali Kuropatwowie z Łańcuchowa, herbu Szreniawa (Szreniawici). W tym czasie na terenie regionu bocheńskiego nastąpił silny rozwój przemysłu spożywczego. Rzemiosła spożywcze powiązane były ściśle z hodowlą bydła i trzody w samej Bochni i wsiach okolicznych. W Gawłowie zbudowano młyn (pierwsza wzmianka o nim pochodzi z 1395), w wiosce była również karczma. Słodownictwo i piwowarstwo było oparte na produkcji słodu w miejscowych młynach oraz o plantacjach chmielu. Gawłów był głównym dostawcą ryb słodkowodnych do Bochni. Posiadał „rybniki” w pobliżu Grobki, po których została nazwa przysiółka Zastawie. Przez Gawłów wiodła droga solna z Bochni, przez Uście Solne ku Słomnikom. Szlak solny uściecki był pod bezpośrednią opieką i kontrolą żupy bocheńskiej, ona też, jak świadczy ordynacja z 1626, naprawiała drogę przez Gawłów.

### Gawłów w okresie porozbiorowym
W czasie I rozbioru Polski, gdy Bocheńszczyzna znalazła się w rękach austriackich, Gawłów należał do dominium krzeczowskiego. Stało się to w czerwcu 1772 roku. Dobrami krzeczowskimi zarządzał wtedy podstarości Ignacy Dydyński, jednak te dobra utracił. Austriacy przejęli bowiem polskie królewszczyzny. Na ogół jednak szybko się ich wyzbywali w drodze licytacji publicznej, ponieważ dążyli do jak najszybszego doraźnego wzbogacenia skarbu monarchii.
W latach 1785–1790 w Gawłowie nastąpiła kolonizacja niemiecka tzw. józefińska. W pierwszym okresie nastąpił masowy napływ kolonistów. Koloniści musieli najpierw dostać w Wiedniu paszporty kolonizacyjne, później wysyłani byli do poszczególnych miejscowości w Galicji. Tam z kolei nie zawsze były przygotowane dla nich parcele i domy. Spowodowało to wydanie czasowego wstrzymania napływu kolonistów i ich podział na grupy i klasy. Uprzywilejowani byli ci, którzy posiadali własny majątek, oni też dostawali większe parcele i domy na koszt państwa. Reszta przyjeżdżała na własne ryzyko. Jednym z ważniejszych ośrodków kolonizacji stała się Bochnia, na którą zaborcy zwrócili szczególną uwagę w związku z zawładnięciem kopalni soli. Bardziej intensywna działalność kolonizacyjna rozpoczęła się po śmierci cesarzowej Marii Teresy i wstąpieniu na tron jej syna Józefa II, który wzorując się na rozwiązaniach kolonizacyjnych Fryderyka Wielkiego wydał nowy patent kolonizacyjny. Celem rozpoczętych działań miało być „przyjście krajowi z pomocą w podniesieniu stanu gospodarki”. Dopuszczał on także kolonizację rolniczą, w odróżnieniu od patentu kolonizacyjnego swojej matki.
Koloniści, którzy przybyli do Gawłowa, utworzyli nowy Gawłów. Założyli oni tu na mocy Patentu tolerancyjnego zbór luterański, dla którego w 1809 wybudowali drewniany dom modlitwy, który stoi do dziś.
Gmina ewangelicka w Gawłowie utrzymała w sąsiednich Majkowicach (obecnie remiza OSP) prywatną szkołę dla mniejszości niemieckiej. Koloniści gawłowscy pracowali w kopalni soli w Bochni. Szybko zasymilowali się z miejscową ludnością, część z nich przyjęła nawet katolicyzm. Dużym problemem była niewystarczająca liczba kwater, co przyczyniło się do wyrzucania z domów Żydów, którzy nie płacili podatków. Jednak później zaczęto płacić chłopom i Żydom za wynajmowanie pomieszczeń dla kolonistów. Bałagan organizacyjny związany z kolonizacją, brak domostw, szerzące się choroby i wysokie koszty spowodowały, że 4 sierpnia 1785 cesarz wstrzymał – formalnie czasowo, jednak w praktyce na zawsze – akcję kolonizacyjną.
W 1834 poprzez licytację właścicielem Nowego i Starego Gawłowa został Jakub Łasiński. W 1835 w poświadczonym dokumencie zakupu klucza krzeczowskiego przez Edwarda Homolacsa, został wymieniony Stary i Nowy Gawłów.

## Zabytki
Obiekty wpisane do rejestru zabytków nieruchomych województwa małopolskiego.
- Kościół parafialny pw. św. Andrzeja Boboli z otoczeniem.

### Inne zabytki
- cmentarz ewangelicki;
- cmentarz wojenny nr 316.